# フランツ・アプト
フランツ・ヴィルヘルム・アプト（Franz Wilhelm Abt 1819年12月22日 - 1885年3月31日）は、ドイツの作曲家、合唱指揮者。歌曲の分野におよそ3000曲の作品を遺した。中には一時世界中で歌われた楽曲もあり、人気の楽曲としてある程度定着した作品も存在する。生前、高名な合唱指揮者であったアプトは、人生最後の30年の大半をヨーロッパやアメリカ合衆国各地の合唱団に客演しながら過ごした。

## 生涯
プロイセン王国のアイレンブルク生まれ。聖職者であった父はピアノが達者であり、幼い頃から音楽の才能を示した息子に最初の音楽の手ほどきを行ったのは父であった。父同様に音楽と神学の両方に興味を持ったアプトは、ライプツィヒのトーマス校とライプツィヒ大学において双方を探究しながら最終的には聖職者の道へ進もうと考えていた。在学中にはアルベルト・ロルツィング、フェリックス・メンデルスゾーン、ロベルト・シューマンらと親交を結んでいる。
父が1837年にこの世を去ると、アプトは神学の道を捨てて音楽にのみ集中することにした。作曲と楽曲の出版を始めたのはこの頃のことであり、作品の大半はライプツィヒのサロン向けに書かれたピアノ曲であった。1841年にはベルンブルクでカペルマイスターに就任するも同年内にチューリッヒへと移っており、そこでしばしば自作を指揮するなどして優れた合唱指揮者として高い人気を獲得した。チューリッヒでは市内で活動する膨大な数の合唱協会のほぼ全ての指揮者を歴任し、そうした団体に賞をもたらすことも度々あった。1852年にドイツへ戻ったアプトはブラウンシュヴァイクで宮廷劇場の音楽監督に任用され、1882年までこれを務めた。
ブラウンシュヴァイクでのアプトは合唱指揮者としても健在であった。1855年に就任した宮廷チャペルの指揮者職は、その後長年にわたって務めている。他にも1850年代から1880年代にかけては、ヨーロッパの多くの主要都市から合唱指揮者として頻繁に招待を受けており、この時に国際的な名声を確立することとなった。1872年のアメリカツアーは特筆に値するもので、アプトは音楽評論家から、そして一般聴衆からも同じく圧倒的な熱狂に迎えられた。1882年になると、多忙なスケジュールに体を蝕まれた彼は職を辞してヴィースバーデンへと退かざるを得なくなっていた。アプトはそのまま1885年に同地で没している。

## 作風
アプトの作品は作品番号で600を超え、個別の楽曲としては3000曲以上を数える。専ら声楽作品を手掛ける中で、彼が作品数の不足を感じた男声合唱の分野にとりわけ多数の楽曲を遺している。事実、ドイツとスイスにおける最大の成功作は男声合唱のためのパートソングであった。また、アプトは無伴奏もしくはピアノや管弦楽伴奏付きの混声合唱作品でも成功を収めている。さらに多数の独唱用の歌曲に加え、多声部によるパートソング、及び子どものための歌曲にも複数の作品が遺されている。
アプトの作風は安易な発想による雄弁さに背を向け、万人受けする喜ばしい形式に根差しつつも、深さや個性を装うということがなかった。その歌曲の多くは一時期は世界中で歌われ、人気の楽曲としてある程度の定位置を獲得している。簡素かつ旋律的な形式のため、『Wenn die Schwalben heimwärts ziehn』や『Die stille Wasserrose』のような一部のアプト作品は純粋な民謡であるとの誤解を受けやすい。
アプトは他に3つのオペラ『Des Königs Scharfschütz』、『Die Hauptprobe』、『Reisebekanntschaften』を作曲している。また初期には主に軽いサロン向けのピアノ作品を多く書いていた。こうした作品はいまだ声楽作品のような人気を獲得するには至っていない。